# Gunmoney

Ein Shilling, 1689

Gunmoney, deutsch Kanonengeld, ist die Bezeichnung für eine Reihe von Münzen, die im Namen von Jakob II. (England) während der Invasion seines französischen Unterstützungsheeres von Juni 1689 bis Oktober 1690 aus dem Metall von alten Kanonen und anderen Schrottteilen hergestellt wurden, mit der Zusage, diese später wieder in Silbergeld umzutauschen. Es handelte sich dabei zuerst um Sixpence-, Shilling- (12 Pence) und Half-Crown-Münzen (zweieinhalb Shilling/30 Pence). Später wurden die Münzen gleicher Größe mit dem nächsthöheren Nominal ausgegeben, also der Shilling in der Sixpence-Größe, die Halfcrown in Shilling-Größe und Crown in Halfcrown-Größe. Häufig wurden Münzen einfach überprägt. Als Besonderheit waren die Münzen (außer der Crown-Münze) nicht bloß mit Jahreszahl, sondern auch mit dem Präge-Monat versehen. Als nach der Schlacht von Boyne die Kämpfer von Wilhelm von Oranien die Dubliner Münze eroberten, setzten die Jakobiten die Prägung noch kurze Zeit in Limerick fort. Das Kanonengeld wurde 1691 von Wilhelm außer Kurs gesetzt.